# كبريت جيري
الكبريت الجيري في مجال البستنة هو خليط من متعدد كبريتيدات وثيوكبريتات الكالسيوم، والذي يجد له استخداماً في مكافحة الآفات. يصلح أن يستخدم الكبريت الجيري مبيداً للفطريات والعناكب وغيرها.
يمكن أن يحضر من غلي الجير المطفأ (هيدروكسيد الكالسيوم) مع الكبريت مع إضافة مؤثر سطحي إلى الوسط، ليسهل من توزيع الحبيبات الصلبة في الخليط.
يشيع استخدام هذا الخليط نظراً لسهولة الحصول على مواده الأولية، ويكون الوسط قاعدياً حيث أن pH الوسط تبلغ 10، ويمكن أن يطلق غاز كبريتيد الهيدروجين، الذي له رائحة البيض العفن.